# Sing, aber spiel nicht mit mir
Sing, aber spiel nicht mit mir ist ein österreichischer Schlagerfilm von Kurt Nachmann aus dem Jahr 1963. Die Haupt- sowie tragende Rollen sind besetzt mit Lou van Burg, Adrian Hoven, Rex Gildo, Hans Richter, Oskar Sima, Paul Hörbiger, Karin Heske und Wera Frydtberg.

## Handlung
Raul Thorsten ist der gestrenge Lehrer in der Klasse für Kostümbildnerei in Wien. Er ist der festen Überzeugung, dass Frauen eher in die Küche gehören und künstlerisch vollkommen unbegabt sind. Zu seinen Schülerinnen zählt auch die junge Susi Berger, die ohne sein Wissen als Kostümbildnerin bei Lou van Burgs Show in der Wiener Stadthalle arbeitet. Er darf es auch nicht wissen, da Schülerinnen derartige Arbeiten verboten sind. Raul ist zuhause wie immer in seine Arbeit vertieft. Da er dabei stets mürrisch ist, glaubt seine Schwester Nina, ihn nie mit ihrer guten Freundin Charlotte verkuppeln zu können. Erst, als die Lou-van-Burg-Show im Fernsehen erscheint, kommt Raul zu ihnen. Er sucht verzweifelt nach einem „Engelsgesicht“, das er der Frau auf seinem aktuellen Gemälde geben könnte. In der Show werden drei Damen aus dem Publikum zu einem Kochduell auf die Bühne geholt, darunter auch Susi, die nun hübsch zurechtgemacht von Raul nicht erkannt wird. Er verliebt sich sofort in sie, kann jedoch in den folgenden Tagen nicht herausbekommen, wer sie ist. Darüber wird er ganz wunderlich, sodass Nina sich entschließt, die Unbekannte für ihn zu finden.
Auf ihrer Suche lernt sie verschiedene Künstler der Lou-van-Burg-Show kennen, die sie an den jungen Sänger Billie Bill verweisen, der die Frau kennt. Susi ist unterdessen in großem Stress, wurde ihr doch der Auftrag für sämtliche Kostüme der nächsten Lou-van-Burg-Show gegeben, sodass sie nachts durcharbeitet und tagsüber in der Klasse von Raul ständig müde ist und schläft. Dies sorgt bei Raul für Verärgerung, zumal sie insgesamt wenig attraktiv zurechtgemacht ist, was er ihr sagt. Dadurch sorgt er bei ihr für Kummer, liebt sie ihn doch heimlich schon lange. Durch einen Zufall lernt Nina bei ihrer Suche den Vermieter von Susi kennen und sieht bei ihm die Kostümentwürfe für die nächste Show. Sie glaubt, ein unbekanntes Talent entdeckt zu haben und gibt Raul die Entwürfe. Der sieht an der Signatur, dass es eine seiner Schülerinnen ist, und nutzt die Gelegenheit, die Entwürfe vor der gesamten Klasse als schlecht darzustellen. Als Susi wütend zu ihm geht und ihn zur Rede stellt, erkennt er in ihr seinen Engel wieder, hat sie sich aufgrund seiner letzten Kritik doch herausgeputzt. Susi eilt aus der Klasse und ist die Folgezeit wie vom Erdboden verschluckt. Erst bei der Übertragung der Lou-van-Burg-Show sitzt sie wieder im Publikum und wird vom Gastgeber persönlich als Kostümbildnerin der Show vorgestellt. Sie meint, sie mag Wien überhaupt nicht und werde am nächsten Tag zurück in ihre Heimatstadt Berlin reisen. Lou van Burg nutzt diese Äußerung für ein Spiel: Wer als erstes in der Stadthalle erscheine, den Namen der Frau kenne und sie durch eine Aktion zum Bleiben bewegen kann, gewinnt etwas. Raul, Billie und Susis Vermieter Raimund Valentin eilen los. Am Ende der Show erreicht Raul als erstes Susi, sagt ihren Namen und bringt sie mit seinem „Ich liebe dich!“ dazu, ihm ohnmächtig in die Arme zu fallen.

## Produktion

### Produktionsnotizen
Der Filmtitel spielt auf die Show Sing mit mir, spiel mit mir an und stammt von Produzent Karl Spiehs, der damals für die Wiener Stadthalle – Stadion Betriebs- und Produktions GmbH (Wien) arbeitete.
Die Dreharbeiten fanden unter anderem im Atelier Sievering statt. Die Kostüme schuf Gerdago, die Filmbauten stammen von Wolf Witzemann beziehungsweise die Bühnenbilder der Show von Ferry Windberger. Herstellungsleiter war Karl Spiehs. 

### Lieder
Die marginale Handlung umspannt Show- und Gesangsszenen der Lou-van-Burg-Show, wobei für die Choreografie Willy Dirtl zuständig war. Zu sehen und zu hören sind folgende Lieder:
- Sascha Distel: Adios Amigo
- Bill Ramsey: Hallo Boss
- Trude Herr: Spiegel-Twist
- Gerhard Wendland: Warum lächelt Mona Lisa
- Peter Hinnen: Rotbraun ist die Kokosnuß (Variation auf Schwarzbraun ist die Haselnuss)
- Hannelore Auer: Die Sterne von Athen
- Rex Gildo: Speedy Gonzales
- Les Chakachas: Madison 62
- Ted Herold: Du bist fabelhaft
- Angèle Durand: Monsieur aus Paris
- Willi Schmid: Klavier-Kavalier
- Sergio Franchi: Ich finde alle Frauen schön
- Audrey Arno: Scandale Chérie
- Carmela Corren: Eine Rose aus Santa Monica; Blauer Wind aus Mexiko
- Lou van Burg: Die Liebe geht durch den Magen

Es spielt das Jochen-Brauer-Sextett. Ein roter Faden im Film sind zudem Versuche von zwei durch Hans Richter und Peter Vogel dargestellten Komikern, für den Direktor der Show Sendelmohn einen wirklich guten Gag zu finden. Sendelmohn kann am Ende über das Ausrutschen auf einer Bananenschale lachen.

### Brigitte Franke und Lou van Burg
In Sing, aber spiel nicht mit mir übernahm Brigitte Franke ihre einzige Filmrolle. Die 1962 21-jährige Friseurin Franke hatte durch Lou van Burgs Spielshow Sing mit mir, spiel mit mir, auf die der Filmtitel anspielt, kurzzeitig Bekanntheit erlangt. Dabei gelang es ihr viermal hintereinander, Herausforderer in einem Musikquiz zu schlagen, bei dem nach kurzem Anspielen der Titel erraten werden musste. Sie erspielte im Zuge dessen den Höchstgewinn der Sendung und wurde als „Quiz-Genie“ und „Trotzköpfchen voll unsterblicher Melodien“ gepriesen. Im Zuge dessen erhielt sie einen Plattenvertrag sowie die Filmrolle in Sing, aber spiel nicht mit mir, in der sie als Fräulein Brigitte hinter der Bühne bereits nach kurzer Zeit das Lied Madison 62 erkennt und ansagen kann.
Zum Zeitpunkt der Dreharbeiten war Franke bereits aus der Show ausgeschieden. Da sie dies zunächst freiwillig wollte, nach Lou van Burgs Live-Überredung jedoch ein fünftes Spiel akzeptierte und dieses verlor, setzten Nachforschungen der Presse an. Es wurde bekannt, dass Frankes Tante eine Mitarbeiterin van Burgs ist und auch ein Onkel Frankes in der Show im Orchester spielt. Schnell wurden Vorwürfe laut, dass Frankes Gewinne manipuliert waren („Sollte es einem bei Brigittes phänomenalen Rate-Eskapaden grundlos den Atem verschlagen haben?“) – ein Umstand, der auch im Film aufgegriffen wird. Hier wird Susi Berger als Teilnehmerin des Kochwettstreits aus dem Publikum ausgewählt, wobei dies hinter der Bühne scharf kritisiert wird. Oskar Sima als Direktor Sendelmohn meint dabei zu Susi: „Also Sie wissen doch, dass es Mitarbeitern von unserer Show verboten ist, an einem Quiz teilzunehmen. Sofort heißt es, alles ist Schiebung, die Kandidatin hat die Fragen vorher gewusst“. Daraufhin wirft Brigitte Franke als Fräulein Brigitte ein „Davon könnt ich ein Lied singen!“. Lou van Burgs Sendung Sing mit mir, spiel mit mir wurde schließlich auch infolge des Franke-Zwischenfalls Ende 1962 eingestellt.

### Veröffentlichung
Der Film erlebte am 15. Januar 1963 in Wien seine österreichische Premiere und kam am 22. Februar 1963 auch in die deutschen Kinos.

## Kritik
Für den film-dienst war Sing, aber spiel nicht mit mir ein „geist- und humorloser Unterhaltungsfilm“ mit „einer läppischen Handlung“. Der Film sei „ein Ausbund an Dilettantismus und Ideenlosigkeit“. Der Spiegel nannte den Film ein „einfältige[s] Klamauk-Opus“.